# 天理市立西中学校
天理市立西中学校（てんりしりつ にしちゅうがっこう）は、奈良県天理市にある公立中学校。

## 沿革
- 1977年
  - 4月1日 - 天理市二階堂上ノ庄町210番地1に「天理市立西中学校」を開校、「天理市立二階堂 小学校通学区」(川西町下永除く) 「天理市立前栽小学校通学区」を校区とする。初代校長 小柴幸文 着任。
  - 4月7日 - 生徒受入式(南、北中学校より2年生130名)並びに始業式挙行。
  - 4月8日 - 第1回入学式挙行 140名入学。
  - 6月 - 第1回生徒会設立役員選挙、PTA設立総会、校旗決定披露。
  - 9月30日 - 体育館竣工。
  - 10月18日 - 校舎落成式並びに開校記念式挙行 (この日を創立記念日とする) 。
  - 11月14日 - 校区々長会設立総会。
- 1978年5月26日 - プール工事竣工。
- 1979年3月1日 - 校歌制定 作詞 小柴 幸文氏、作曲 三橋 弘子氏。
  - 3月16日 - 第1回卒業式挙行  136名卒業。
  - 4月1日 - 第2代校長 東川 貞雄 着任、プレハブ校舎 理科室・普通教室完成。
  - 7月13日 - 西中学校区補導協議会設立。
- 1981年4月1日 - 第3代校長 園部 舜一 着任。
- 1983年2月20日 - 特別教室・普通教室増築工事・自転車置き場・中庭整備完了。
- 1985年
  - 4月1日 - 第4代校長 中島 義明 着任。
  - 9月2日 - 体育館床改修工事 (板張り) 完了。
- 1986年4月1日 - 第5代校長 松田 治兵衛 着任。
- 1987年
  - 2月17日 - 第1回西中学校区同和教育ブロック別研修会開催。
  - 4月1日 - 第6代校長 中西 憲治 着任。
- 1988年4月1日 - 第7代校長 金森 利匡 着任。
- 1990年4月1日 - 第8代校長 中谷 壮一 着任。
- 1992年
  - 5月26日 - 第1回1年生曽爾合宿実施 (2泊3日) 。
  - 8月31日 - 図書室移転、コンピュータ教室完成。
- 1994年4月1日 - 文部省・奈良県教育委員会「同和教育(学力向上)推進地区指定」を受ける (3か年) 。
- 1995年8月31日 - L・L教室完成。
- 1996年
  - 6月25日 - ノーチャイムデー実施。
  - 8月31日 - 消火栓・防火扉・火災受信設備の改修。
  - 10月17日 - 「授業改革・学力向上」をテーマとする公開授業研と研究発表。
  - 10月29日 - 創立20周年記念事業実施。
- 1997年4月1日 - 第9代校長 西原 弘毅 着任。
- 1999年
  - 4月1日 - 第10代校長 勝井 淳一 着任。
  - 10月 - 正面玄関壁面塗装改修。
- 2001年2月 - 体育館放送設備改修。
- 2003年
  - 4月1日 - 第11代校長 奥西 真一 着任。「評価における二期制」を実施，文部科学省・奈良県教育委員会「学習指導カウンセラー派遣に係る調査究事業研究指定」 を受ける (2か年) 。
  - 8月31日 - 南館屋上高架水槽取替工事完了。
- 2004年
  - 7月31日 - 南館普通教室等に扇風機取付工事完了。
  - 8月31日 - プール濾過設備改修、コンピュータ教室パソコン入替・校内LAN工事完成。
- 2006年
  - 2月28日 - 防犯カメラ(正門・東門)・カメラ付きインターホン取付工事。
  - 3月27日 - 旧プレハブ校舎撤去・学級増によりプレハブ校舎増設。
  - 6月12,13日 - 学校教育課中学校教育アドバイザリーチーム学校訪問。
  - 10月31日 - 創立30周年記念事業実施。
- 2007年4月1日 - 第12代校長 今谷 哲夫 着任。
- 2010年
  - 4月1日 - 第13代校長 井本 芳信 着任。
  - 8月31日 - 南側フェンス改修。
- 2012年7月17日 - 体育館耐震化工事 ( - 9月28日) 及びトイレ改修工事。
- 2014年4月1日 - 第14代校長 髙山 仁 着任。

## 通学区域
以下2校の小学校区。
- 天理市立前栽小学校
- 天理市二階堂小学校

## 周辺
- 奈良県立二階堂高等学校